# Bundukia nigra
Bundukia nigra is een hooiwagen uit de familie Assamiidae. De wetenschappelijke naam van Bundukia nigra gaat terug op Lawrence.